# کیده ساتو
کیده ساتو (انگلیسی: Kaede Sato؛ زادهٔ ۴ ژانویهٔ ۱۹۹۲) بازیکن فوتبال اهل ژاپن است.